# Heinrich Böll
Heinrich Theodor Böll (n. 21 decembrie 1917, Köln, Imperiul German – d. 16 iulie 1985, Langenbroich⁠(d), Renania de Nord-Westfalia, RFG) a fost unul dintre cei mai proeminenți scriitori germani de după cel de-Al Doilea Război Mondial. Romancier și dramaturg, Heinrich Böll a fost laureat al Premiului Nobel pentru Literatură în 1972.

## Notă biografică
"Am vrut să scriu dintotdeauna, am încercat de timpuriu, însă cuvintele le-am găsit abia mai târziu", mărturisește Heinrich Böll.  A început să scrie din copilărie, a publicat prima carte abia la 30 de ani, iar în 1972, la 55 de ani, a primit Premiul Nobel pentru literatură. S-a născut în 1917, fiind al optulea copil al unei familii care ura războiul. Primii bani care i-au căzut în mână a fost o bancnotă de un miliard de mărci, pe vremea când tatăl lui ridica de la bancă bani cu căruța pentru a-și plăti ucenicii. 
A luptat în al Doilea Război Mondial (inclusiv pe teritoriul României), iar drama provocată de demența nazistă a marcat opera sa. Heinrich Boll este, înainte de toate, un umanist: răspunsul găsit la ororile cu care generația lui a fost confruntată este credința în virtuțile, demnitatea și posibilitățile omului. A scris deopotrivă despre "lucruri mărunte" și "lucruri mărețe," despre "locuință, vecinătate și patrie, bani și dragoste, religie și mâncare", după cum o mărturisește el însuși.